# Dakaongo
Dakaongo est une commune rurale située dans le département de Zoungou de la province du Ganzourgou dans la région Plateau-Central au Burkina Faso.

## Géographie
Il situé à l'est par les Villages de Waongtenga et Borgbilin, à l' ouest par Gonkin, au sud-ouest on a le village de Moanga, au nord par Borgo, Wembin et au sud par Waada, Kuilkanda.
Dakaongo est situé à environ 8 km au sud de Zoungou chef-lieu du département.

## Économie
La population de dakaongo pratique plusieurs activités économiques parmi lesquelles on a l'agriculture et élevage.

## Santé et éducation
Le centre de soins le plus proche de Dakaongo est le centre de santé et de promotion sociale (CSPS) de Zoungou tandis que le centre médical avec antenne chirurgicale (CMA) se trouve à Zorgho.